# 1994–1995-ös magyar labdarúgókupa
Az 1994–1995-ös magyar labdarúgókupa a sorozat 56. kiírása volt. A döntőben a Ferencváros és a Vác mérkőzött meg. A győzelmet a Ferencváros szerezte meg, ezzel megvédte a címét.

## Első forduló
| 1. csapat                    | Eredmény     | 2. csapat                 |
| ---------------------------- | ------------ | ------------------------- |
| 1994. július 17.             |              |                           |
| Gérce-Vásárosmiske           | 1–2 hu.      | Győri ETO FC              |
| 1994. július 21.             |              |                           |
| Sárospataki TC               | 0–0 b.:4–5   | Füzesabony                |
| 1994. július 22.             |              |                           |
| Gázszer FC                   | 1–3          | Vasas                     |
| 1994. július 23.             |              |                           |
| Berettyóújfalu               | 0–11         | Békéscsabai Előre         |
| Pilisvörösvár                | 0–3          | BKV Előre                 |
| Sátoraljaújhely              | 2–6          | Tiszavasvári ASE          |
| Peremarton                   | 0–2          | Petőháza                  |
| 1994. július 20.             |              |                           |
| Malév                        | 0–2          | Vác FC                    |
| Karancslapujtő               | 1–11         | Ferencvárosi TC           |
| Barcs SC                     | 1–0          | Nagykanizsai Olajbányász  |
| Tihany                       | 1–1 te.: 7–8 | Soproni LC                |
| Nyírmeggyes                  | 2–1          | Szerencs                  |
| 1994. július 24.             |              |                           |
| Adonyi Petőfi SE             | 0–4          | BVSC-Dreher               |
| Izsáki Medosz                | 1–4          | Csepel-Kordax             |
| Záhonyi VSC                  | 1–6          | Debreceni VSC             |
| Oroszlány Bányász            | 0–10         | Kispest-Honvéd            |
| Sellyei KSK                  | 1–2          | Parmalat FC               |
| Kisszállási SC               | 0–3          | Pécsi MSC                 |
| Tisza Új KSK Újszentiván     | 2–4 hu.      | Stadler FC                |
| Csákvári TE                  | 1–8          | Újpesti TE                |
| Tapolcai IAC                 | 0–7          | Zalaegerszegi TE          |
| Abonyi KSK                   | 2–4          | Salgótarjáni BTC          |
| Akasztó                      | 2–1          | Százhalombatta            |
| Békéscsabai MÁV              | 0–1          | Tiszakécske               |
| Cibakháza                    | 1–4          | Apci TE                   |
| Csákánydoroszló              | 4–0          | Hévíz                     |
| Elek                         | 2–4 hu.      | Hajdúnánás                |
| Farmosi KSK                  | 7–0          | Pásztó                    |
| Fűzfői AK                    | 3–0          | Győri Dózsa               |
| Gázművek                     | 3–1          | Szentendre                |
| Gönci VMSE                   | 0–1          | Kisvárda                  |
| Gyáli KSK                    | 2–3          | MÁV DAC                   |
| Halászi                      | 4–3          | Linde SE Répcelak         |
| Harkány                      | 3–5          | Marcali                   |
| Hegyfalu                     | 0–4          | Lenti Tempo TE            |
| Hosszúhetény                 | 0–4          | Keszthelyi Honvéd Haladás |
| Jánkmajtisi TSE              | 2–2 te.: 2–3 | Ózd                       |
| Kapuvári SE                  | 1–5          | Tapolcai Bauxit SE        |
| Karancskeszi                 | 2–1          | Rádiótaxi                 |
| Kishárságy                   | 0–2          | Gerjen                    |
| Kiskundorozsma               | 2–1          | Szarvasi Vasas            |
| Koroncó                      | 0–7          | Püspökmolnári             |
| Kunhegyes                    | 0–9          | MTK                       |
| Kutas                        | 1–6          | Pécsi VSK                 |
| Lengyeltóti                  | 0–4          | Lajoskomárom              |
| Malomsok                     | 0–3          | Matáv SC-Sopron           |
| Mezőhegyes                   | 1–0          | Kecskeméti SC             |
| Mezőkövesd                   | 4–3 hu.      | Gyöngyös                  |
| Miklósfai KSK                | 0–2          | Siófoki Bányász           |
| Mohácsi TE                   | 1–6          | Rákóczi-Kaposcukor        |
| Magyar Viscosa Nyergesújfalu | 1–3          | Budafoki LC               |
| Nyíregyházi Volán            | 3–1          | Miskolci VSC              |
| Rácalmás                     | 2–5          | Szigetszentmiklós         |
| Ráckeresztúr                 | 1–4          | Dunavarsány               |
| Sülysápi KSK                 | 4–0          | Tenki SE                  |
| Soproni VSE                  | 2–5 hu.      | Haladás VSE               |
| Szatymaz                     | 1–5          | Kalocsa                   |
| Szeghalom SC                 | 2–7          | Szegedi VSE               |
| Tiszamenti SE Vásárosnamény  | 1–0          | Borsodi Építők Volán      |
| Töltéstava                   | 0–0 b.:3–0   | Herendi Porcelán SK       |
| Törzsök SE Toponár           | 1–3 hu.      | Paksi ASE                 |
| Újszegedi TC                 | 1–4          | Jászberény                |
| Vámospércsi Bocskai          | 3–2          | Kazincbarcika             |
| Lánycsók                     | jn.          | Kaposvári Honvéd          |

A Kaposvári Honvéd megszűnt.

## Második forduló
Hivatalos játéknapok: július 30.; augusztus 10., 24., 31.; október 5.; november 9. 
1. csoport
| Hely. | Csapat            | M | Gy | D | V | G+ | G– | Gk  | P  | Továbbjutás vagy kiesés              |     | HAJ | NYÍR | VOL | FÜZ |
| ----- | ----------------- | - | -- | - | - | -- | -- | --- | -- | ------------------------------------ | --- | --- | ---- | --- | --- |
| 1.    | Hajdúnánás        | 6 | 5  | 0 | 1 | 15 | 7  | +8  | 15 | Továbbjutott a nyolcaddöntőbe        |     | —   | 3–0  | 4–2 | 3–1 |
| 2.    | Nyírmeggyes       | 6 | 2  | 3 | 1 | 9  | 7  | +2  | 9  | Bejutott a Szabadföld kupa döntőjébe |     | 3–0 | —    | 2–2 | 2–0 |
| 3.    | Nyíregyházi Volán | 6 | 1  | 2 | 3 | 6  | 16 | −10 | 5  |                                      |     | 1–3 | 0–0  | —   | 1–0 |
| 4.    | Füzesabony        | 6 | 1  | 1 | 4 | 10 | 10 | 0   | 4  |                                      | 0–2 | 2–2 | 7–0  | —   |     |

A Nyírmeggyes - Hajdúnánás 0-3 mérkőzésen a Hajdúnánás szabálytalanul három mezőnyjátékost cserélt, ezért a 3 pontot 3-0-val a Nyírmeggyes csapata kapta.
2. csoport
| Hely. | Csapat        | M | Gy | D | V | G+ | G– | Gk  | P  | Továbbjutás vagy kiesés       |     | DVSC | KISV | ÓZD | TISZ |
| ----- | ------------- | - | -- | - | - | -- | -- | --- | -- | ----------------------------- | --- | ---- | ---- | --- | ---- |
| 1.    | Debreceni VSC | 6 | 5  | 1 | 0 | 37 | 3  | +34 | 16 | Továbbjutott a nyolcaddöntőbe |     | —    | 4–0  | 8–1 | 17–1 |
| 2.    | Kisvárdai SE  | 6 | 3  | 2 | 1 | 18 | 10 | +8  | 11 |                               |     | 1–1  | —    | 1–1 | 3–1  |
| 3.    | Ózdi Kohász   | 6 | 1  | 1 | 4 | 13 | 19 | −6  | 4  |                               | 0–4 | 2–3  | —    | 7–0 |      |
| 4.    | Tiszamenti SE | 6 | 1  | 0 | 5 | 6  | 42 | −36 | 3  |                               | 0–3 | 1–10 | 3–2  | —   |      |

3. csoport
| Hely. | Csapat                 | M | Gy | D | V | G+ | G– | Gk  | P  | Továbbjutás vagy kiesés       |     | FTC | TISZ | MEZ  | APC |
| ----- | ---------------------- | - | -- | - | - | -- | -- | --- | -- | ----------------------------- | --- | --- | ---- | ---- | --- |
| 1.    | Ferencvárosi TC        | 6 | 6  | 0 | 0 | 39 | 6  | +33 | 18 | Továbbjutott a nyolcaddöntőbe |     | —   | 7–0  | 10–0 | 7–2 |
| 2.    | Tiszavasvári Alkaloida | 6 | 4  | 0 | 2 | 18 | 10 | +8  | 12 |                               |     | 1–2 | —    | 2–0  | 6–0 |
| 3.    | Mezőkövesd             | 6 | 1  | 0 | 5 | 6  | 26 | −20 | 3  |                               | 1–5 | 1–4 | —    | 2–0  |     |
| 4.    | Apc                    | 6 | 1  | 0 | 5 | 9  | 30 | −21 | 3  |                               | 2–8 | 0–5 | 5–2  | —    |     |

4. csoport
| Hely. | Csapat            | M | Gy | D | V | G+ | G– | Gk  | P  | Továbbjutás vagy kiesés       |      | BÉK | SZEG | VÁM | MEZ |
| ----- | ----------------- | - | -- | - | - | -- | -- | --- | -- | ----------------------------- | ---- | --- | ---- | --- | --- |
| 1.    | Békéscsabai Előre | 6 | 6  | 0 | 0 | 42 | 1  | +41 | 18 | Továbbjutott a nyolcaddöntőbe |      | —   | 8–0  | 8–0 | 5–1 |
| 2.    | Szegedi VSE       | 6 | 3  | 1 | 2 | 14 | 18 | −4  | 10 |                               |      | 0–3 | —    | 1–0 | 6–4 |
| 3.    | Vámospércs        | 6 | 1  | 1 | 4 | 3  | 15 | −12 | 4  |                               | 0–2  | 1–1 | —    | 2–1 |     |
| 4.    | Mezőhegyes        | 6 | 1  | 0 | 5 | 10 | 35 | −25 | 3  |                               | 0–16 | 2–6 | 2–0  | —   |     |

5. csoport
| Hely. | Csapat         | M | Gy | D | V | G+ | G– | Gk  | P  | Továbbjutás vagy kiesés       |     | VÁC | BUD | KISK | FARM |
| ----- | -------------- | - | -- | - | - | -- | -- | --- | -- | ----------------------------- | --- | --- | --- | ---- | ---- |
| 1.    | Vác FC         | 6 | 6  | 0 | 0 | 24 | 0  | +24 | 18 | Továbbjutott a nyolcaddöntőbe |     | —   | 2–0 | 4–0  | 9–0  |
| 2.    | Budafoki LC    | 6 | 4  | 0 | 2 | 18 | 5  | +13 | 12 |                               |     | 0–1 | —   | 6–1  | 7–0  |
| 3.    | Kiskundorozsma | 6 | 1  | 0 | 5 | 6  | 16 | −10 | 3  |                               | 0–2 | 0–1 | —   | 2–3  |      |
| 4.    | Farmos         | 6 | 1  | 0 | 5 | 4  | 31 | −27 | 3  |                               | 0–6 | 1–4 | 0–3 | —    |      |

6. csoport
| Hely. | Csapat        | M | Gy | D | V | G+ | G– | Gk  | P  | Továbbjutás vagy kiesés       |     | ETO | HAL | PÜSP | TÖLT |
| ----- | ------------- | - | -- | - | - | -- | -- | --- | -- | ----------------------------- | --- | --- | --- | ---- | ---- |
| 1.    | Győri ETO FC  | 6 | 5  | 1 | 0 | 27 | 2  | +25 | 16 | Továbbjutott a nyolcaddöntőbe |     | —   | 2–1 | 1–0  | 11–0 |
| 2.    | Haladás VSE   | 6 | 4  | 0 | 2 | 18 | 7  | +11 | 12 |                               |     | 1–4 | —   | 3–0  | 5–0  |
| 3.    | Püspökmolnári | 6 | 2  | 1 | 3 | 13 | 6  | +7  | 7  |                               | 0–0 | 1–2 | —   | 6–0  |      |
| 4.    | Töltéstava    | 6 | 0  | 0 | 6 | 0  | 43 | −43 | 0  |                               | 0–9 | 0–6 | 0–6 | —    |      |

7. csoport
| Hely. | Csapat     | M | Gy | D | V | G+ | G– | Gk  | P  | Továbbjutás vagy kiesés       |      | UTE | MTK | DAC  | HAL  |
| ----- | ---------- | - | -- | - | - | -- | -- | --- | -- | ----------------------------- | ---- | --- | --- | ---- | ---- |
| 1.    | Újpesti TE | 6 | 4  | 2 | 0 | 47 | 2  | +45 | 14 | Továbbjutott a nyolcaddöntőbe |      | —   | 1–1 | 11–0 | 14–0 |
| 2.    | MTK        | 6 | 4  | 2 | 0 | 24 | 3  | +21 | 14 |                               |      | 1–1 | —   | 4–0  | 5–1  |
| 3.    | MÁV DAC    | 6 | 2  | 0 | 4 | 6  | 28 | −22 | 6  |                               | 0–8  | 0–4 | —   | 4–0  |      |
| 4.    | Halászi    | 6 | 0  | 0 | 6 | 2  | 46 | −44 | 0  |                               | 0–12 | 0–9 | 1–2 | —    |      |

8. csoport
| Hely. | Csapat          | M | Gy | D | V | G+ | G– | Gk  | P  | Továbbjutás vagy kiesés       |      | STAD | SIÓ | KAP | LÁNY |
| ----- | --------------- | - | -- | - | - | -- | -- | --- | -- | ----------------------------- | ---- | ---- | --- | --- | ---- |
| 1.    | Stadler FC      | 6 | 4  | 2 | 0 | 32 | 4  | +28 | 14 | Továbbjutott a nyolcaddöntőbe |      | —    | 2–2 | 4–1 | 13–1 |
| 2.    | Siófoki Bányász | 6 | 3  | 3 | 0 | 17 | 7  | +10 | 12 |                               |      | 0–0  | —   | 3–3 | 8–0  |
| 3.    | Rákóczi KFC     | 6 | 2  | 1 | 3 | 12 | 14 | −2  | 7  |                               | 0–3  | 1–2  | —   | 4–2 |      |
| 4.    | Lánycsók        | 6 | 0  | 0 | 6 | 4  | 40 | −36 | 0  |                               | 0–10 | 1–2  | 0–3 | —   |      |

9. csoport
| Hely. | Csapat           | M | Gy | D | V | G+ | G– | Gk  | P  | Továbbjutás vagy kiesés       |     | VAS | SBTC | KAR  | DUN  |
| ----- | ---------------- | - | -- | - | - | -- | -- | --- | -- | ----------------------------- | --- | --- | ---- | ---- | ---- |
| 1.    | Vasas            | 6 | 5  | 1 | 0 | 30 | 5  | +25 | 16 | Továbbjutott a nyolcaddöntőbe |     | —   | 2–1  | 10–2 | 6–0  |
| 2.    | Salgótarjáni BTC | 6 | 4  | 0 | 2 | 35 | 11 | +24 | 12 |                               |     | 1–3 | —    | 9–2  | 10–1 |
| 3.    | Karancskeszi     | 6 | 1  | 1 | 4 | 8  | 36 | −28 | 4  |                               | 0–8 | 2–8 | —    | 0–0  |      |
| 4.    | Dunavarsány      | 6 | 0  | 2 | 4 | 4  | 25 | −21 | 2  |                               | 1–1 | 1–6 | 1–2  | —    |      |

10. csoport
| Hely. | Csapat      | M | Gy | D | V | G+ | G– | Gk  | P  | Továbbjutás vagy kiesés       |     | CSEP | JÁSZ | TISZ | SÜLY |
| ----- | ----------- | - | -- | - | - | -- | -- | --- | -- | ----------------------------- | --- | ---- | ---- | ---- | ---- |
| 1.    | Csepel      | 6 | 4  | 2 | 0 | 21 | 2  | +19 | 14 | Továbbjutott a nyolcaddöntőbe |     | —    | 1–0  | 1–1  | 8–0  |
| 2.    | Jászberény  | 6 | 3  | 0 | 3 | 10 | 12 | −2  | 9  |                               |     | 0–5  | —    | 4–1  | 0–1  |
| 3.    | Tiszakécske | 6 | 2  | 2 | 2 | 19 | 9  | +10 | 8  |                               | 1–1 | 1–2  | —    | 8–0  |      |
| 4.    | Sülysáp     | 6 | 1  | 0 | 5 | 5  | 32 | −27 | 3  |                               | 0–5 | 3–4  | 1–7  | —    |      |

11. csoport
| Hely. | Csapat                | M | Gy | D | V | G+ | G– | Gk  | P  | Továbbjutás vagy kiesés       |     | KESZ | SOP | PET | CSÁK |
| ----- | --------------------- | - | -- | - | - | -- | -- | --- | -- | ----------------------------- | --- | ---- | --- | --- | ---- |
| 1.    | Keszthely             | 6 | 5  | 1 | 0 | 28 | 8  | +20 | 16 | Továbbjutott a nyolcaddöntőbe |     | —    | 2–1 | 5–1 | 13–1 |
| 2.    | EMDSZ Sopron          | 6 | 3  | 1 | 2 | 22 | 5  | +17 | 10 |                               |     | 1–1  | —   | 0–1 | 12–0 |
| 3.    | Petőházi Cukorgyár SE | 6 | 3  | 0 | 3 | 16 | 12 | +4  | 9  |                               | 2–3 | 0–3  | —   | 4–1 |      |
| 4.    | Csákánydoroszló       | 6 | 0  | 0 | 6 | 5  | 46 | −41 | 0  |                               | 2–4 | 1–5  | 0–8 | —   |      |

12. csoport
| Hely. | Csapat          | M | Gy | D | V | G+ | G– | Gk  | P  | Továbbjutás vagy kiesés       |      | PARM | SOP | TAP | FŰZ |
| ----- | --------------- | - | -- | - | - | -- | -- | --- | -- | ----------------------------- | ---- | ---- | --- | --- | --- |
| 1.    | Parmalat        | 6 | 5  | 0 | 1 | 27 | 6  | +21 | 15 | Továbbjutott a nyolcaddöntőbe |      | —    | 2–0 | 5–2 | 5–0 |
| 2.    | MATÁV Sopron    | 6 | 5  | 0 | 1 | 15 | 8  | +7  | 15 |                               |      | 3–1  | —   | 2–0 | 3–2 |
| 3.    | Tapolcai Bauxit | 6 | 2  | 0 | 4 | 12 | 18 | −6  | 6  |                               | 1–4  | 2–4  | —   | 1–0 |     |
| 4.    | Fűzfői AK       | 6 | 0  | 0 | 6 | 6  | 28 | −22 | 0  |                               | 0–10 | 1–3  | 3–6 | —   |     |

13. csoport
| Hely. | Csapat         | M | Gy | D | V | G+ | G– | Gk  | P  | Továbbjutás vagy kiesés              |     | KISP | LAJ | KISK | GÁZ |
| ----- | -------------- | - | -- | - | - | -- | -- | --- | -- | ------------------------------------ | --- | ---- | --- | ---- | --- |
| 1.    | Kispest Honvéd | 6 | 5  | 0 | 1 | 30 | 2  | +28 | 15 | Továbbjutott a nyolcaddöntőbe        |     | —    | 7–1 | 4–0  | 7–0 |
| 2.    | Lajoskomárom   | 6 | 3  | 1 | 2 | 13 | 13 | 0   | 10 | Bejutott a Szabadföld kupa döntőjébe |     | 1–0  | —   | 3–2  | 3–3 |
| 3.    | Kiskörös       | 6 | 3  | 0 | 3 | 11 | 16 | −5  | 9  |                                      |     | 0–6  | 1–0 | —    | 2–1 |
| 4.    | Gázművek       | 6 | 0  | 1 | 5 | 6  | 29 | −23 | 1  |                                      | 0–6 | 0–5  | 2–6 | —    |     |

14. csoport
| Hely. | Csapat      | M | Gy | D | V | G+ | G– | Gk  | P  | Továbbjutás vagy kiesés       |     | PMSC | PAKS | LENT | BAR |
| ----- | ----------- | - | -- | - | - | -- | -- | --- | -- | ----------------------------- | --- | ---- | ---- | ---- | --- |
| 1.    | Pécsi MSC   | 6 | 6  | 0 | 0 | 27 | 3  | +24 | 18 | Továbbjutott a nyolcaddöntőbe |     | —    | 3–2  | 7–0  | 5–0 |
| 2.    | Paks        | 6 | 4  | 0 | 2 | 25 | 8  | +17 | 12 |                               |     | 0–3  | —    | 11–0 | 6–1 |
| 3.    | Lenti Tempo | 6 | 2  | 0 | 4 | 7  | 26 | −19 | 6  |                               | 1–2 | 1–4  | —    | 2–0  |     |
| 4.    | Barcs       | 6 | 0  | 0 | 6 | 3  | 25 | −22 | 0  |                               | 0–7 | 0–2  | 2–3  | —    |     |

15. csoport
| Hely. | Csapat            | M | Gy | D | V | G+ | G– | Gk  | P  | Továbbjutás vagy kiesés       |     | BVSC | BKV | KAL | SZIG |
| ----- | ----------------- | - | -- | - | - | -- | -- | --- | -- | ----------------------------- | --- | ---- | --- | --- | ---- |
| 1.    | BVSC              | 6 | 5  | 1 | 0 | 20 | 4  | +16 | 16 | Továbbjutott a nyolcaddöntőbe |     | —    | 2–1 | 2–0 | 3–0  |
| 2.    | BKV Előre         | 6 | 4  | 0 | 2 | 18 | 14 | +4  | 12 |                               |     | 0–6  | —   | 7–1 | 3–2  |
| 3.    | Kalocsa           | 6 | 1  | 2 | 3 | 6  | 15 | −9  | 5  |                               | 2–2 | 0–2  | —   | 1–0 |      |
| 4.    | Szigetszentmiklós | 6 | 0  | 1 | 5 | 8  | 19 | −11 | 1  |                               | 1–5 | 3–5  | 2–2 | —   |      |

16. csoport
| Hely. | Csapat           | M | Gy | D | V | G+ | G– | Gk  | P  | Továbbjutás vagy kiesés       |     | ZTE | MARC | PVSK | GER |
| ----- | ---------------- | - | -- | - | - | -- | -- | --- | -- | ----------------------------- | --- | --- | ---- | ---- | --- |
| 1.    | Zalaegerszegi TE | 6 | 6  | 0 | 0 | 19 | 2  | +17 | 18 | Továbbjutott a nyolcaddöntőbe |     | —   | 3–1  | 3–0  | 3–1 |
| 2.    | Marcali          | 6 | 2  | 1 | 3 | 10 | 14 | −4  | 7  |                               |     | 0–3 | —    | 3–1  | 1–0 |
| 3.    | Pécsi VSK        | 6 | 2  | 0 | 4 | 10 | 12 | −2  | 6  |                               | 0–1 | 4–2 | —    | 4–1  |     |
| 4.    | Gerjen           | 6 | 1  | 1 | 4 | 7  | 18 | −11 | 4  |                               | 0–6 | 3–3 | 2–1  | —    |     |

## Nyolcaddöntők
| 1. csapat                   | Össz. | 2. csapat         | 1. mérk. | 2. mérk. |
| --------------------------- | ----- | ----------------- | -------- | -------- |
| 1994. november 16, 23., 30. |       |                   |          |          |
| Győri ETO FC                | 2–3   | BVSC              | 1–0      | 1–3      |
| Ferencvárosi TC             | 2–2   | Zalaegerszegi TE  | 1–0      | 1–2      |
| Vác FC                      | 8–0   | Keszthelyi Honvéd | 4–0      | 4–0      |
| Pécsi MSC                   | 3–1   | Hajdúnánás        | 3–0      | 0–1      |
| Újpesti TE                  | 4–0   | Parmalat          | 4–0      | 0–0      |
| Békéscsabai Előre           | 3–2   | Debreceni VSC     | 3–0      | 0–2      |
| Csepel SC                   | 2–4   | Kispest Honvéd    | 0–2      | 2–2      |
| Stadler FC                  | 2–2   | Vasas             | 1–0      | 1–2      |

## Negyeddöntők
| 1. csapat                      | Össz. | 2. csapat         | 1. mérk. | 2. mérk. |
| ------------------------------ | ----- | ----------------- | -------- | -------- |
| 1995. március 22., április 19. |       |                   |          |          |
| Pécsi MSC                      | 6–4   | Stadler FC        | 3–2      | 3–2      |
| Kispest Honvéd                 | 3–2   | Újpesti TE        | 2–0      | 1–2 hu.  |
| BVSC                           | 4–5   | Ferencvárosi TC   | 4–2      | 0–3      |
| Vác FC                         | 3–2   | Békéscsabai Előre | 1–1      | 2–1      |

## Elődöntők
| 1. csapat             | Össz. | 2. csapat       | 1. mérk. | 2. mérk. |
| --------------------- | ----- | --------------- | -------- | -------- |
| 1995. május 3. és 17. |       |                 |          |          |
| Kispest Honvéd        | 2–4   | Ferencvárosi TC | 1–1      | 1–3      |
| Vác FC                | 2–0   | Pécsi MSC       | 2–0      | 0–0      |

## Döntő
| 1995. május 31. 18:00 |

| Ferencvárosi TC       | 2–0   | Vác FC |
| --------------------- | ----- | ------ |
| Nagy Zs. 60' Czéh 87' | (0–0) |        |

| Üllői úti stadion, Budapest Nézőszám: 8000 Játékvezető: Puhl Sándor Asszisztensek: Szilágyi Sándor, Nyilas Csaba |

| FERENCVÁROSI TC | VÁC FC |

| KA          | 1  | Szeiler József    |     |     |
| V           | 3  | Telek András      |     |     |
| V           | 9  | Szergej Kuznyecov |     | 69' |
| V           | 5  | Szekeres Tamás    |     |     |
| KP          | 7  | Páling Zsolt      | 60' |     |
| KP          | 2  | Simon Tibor       |     |     |
| KP          | 10 | Lisztes Krisztián |     |     |
| KP          | 6  | Lipcsei Péter     |     |     |
| KP          | 4  | Keller József     |     |     |
| CS          | 8  | Goran Kopunović   |     |     |
| CS          | 11 | Eugen Neagoe      |     |     |
| Cserék:     |    |                   |     |     |
| CS          | 12 | Zavadszky Gábor   |     |     |
| KP          | 13 | Czéh László       |     | 69' |
| CS          | 14 | Nagy Zsolt        |     | 60' |
| V           | 15 | Hrutka János      |     |     |
| KA          | 16 | Balogh Tamás      |     |     |
| Vezetőedző: |    |                   |     |     |
| Novák Dezső |    |                   |     |     |

| KA          | 1  | Koszta János     |     |     |
| V           | 2  | Nagy Tibor       |     |     |
| V           | 6  | Schwarcz Zoltán  | 89' |     |
| V           | 5  | Puglits Gábor    | 11' |     |
| KP          | 8  | Nyilas Elek      |     |     |
| KP          | 7  | Romanek János    |     |     |
| KP          | 3  | Kasza István     |     |     |
| KP          | 4  | Aranyos Imre     |     |     |
| KP          | 10 | Farkas Simon     |     | 83' |
| CS          | 9  | Andrássy Csaba   |     | 71' |
| CS          | 11 | Füle Antal       |     |     |
| Cserék:     |    |                  |     |     |
| KA          | 12 | Hámori István    |     |     |
| KP          | 13 | Gyöngyösi Mihály |     |     |
| KP          | 14 | Víg Péter        |     | 83' |
| KP          | 15 | Sallai Tibor     |     | 71' |
| V           | 16 | Lévai András     |     |     |
| Vezetőedző: |    |                  |     |     |
| Csank János |    |                  |     |     |

| 1995. június 21. 18:00 |

| Vác FC                 | 3–4   | Ferencvárosi TC                                      |
| ---------------------- | ----- | ---------------------------------------------------- |
| Nyikos 11' Víg 16' 38' | (3–1) | Lipcsei 39' (11-esből) 60' 72' (11-esből) Keller 75' |

| Vác Játékvezető: Vágner László Asszisztensek: Lettrich Ferenc, Szabó András |

| VÁC FC | FERENCVÁROSI TC |

| KA          | 1  | Koszta János   |     | 80' |
| V           | 2  | Nagy Tibor     | 39′ |     |
| V           | 5  | Puglits Gábor  |     |     |
| V           | 3  | Kasza István   |     |     |
| KP          | 8  | Nyikos József  |     |     |
| KP          | 6  | Sallai Tibor   |     | 56' |
| KP          | 10 | Víg Péter      |     |     |
| KP          | 4  | Aranyos Imre   | 69' |     |
| KP          | 7  | Romanek János  |     |     |
| CS          | 9  | Andrássy Csaba | 17' |     |
| CS          | 11 | Hetesi Csaba   |     | 46' |
| Cserék:     |    |                |     |     |
| KA          | 12 | Hámori István  |     | 80' |
| CS          | 13 | Burzi Attila   |     |     |
| CS          | 14 | Füle Antal     |     | 56' |
| KP          | 15 | Nyilas Elek    |     | 46' |
| V           | 16 | Lévai András   |     |     |
| Vezetőedző: |    |                |     |     |
| Csank János |    |                |     |     |

| KA          | 1  | Szeiler József    |     |     |
| V           | 3  | Telek András      |     |     |
| V           | 10 | Szergej Kuznyecov | 59' |     |
| V           | 5  | Szekeres Tamás    |     |     |
| KP          | 7  | Páling Zsolt      |     |     |
| KP          | 6  | Lipcsei Péter     |     |     |
| KP          | 2  | Simon Tibor       |     |     |
| KP          | 9  | Czéh László       |     | 46' |
| KP          | 4  | Keller József     | 16' |     |
| CS          | 8  | Goran Kopunović   | 71' |     |
| CS          | 11 | Eugen Neagoe      |     | 61' |
| Cserék:     |    |                   |     |     |
| KP          | 12 | Lisztes Krisztián | 66' | 46' |
| CS          | 14 | Nagy Zsolt        |     | 61' |
| CS          | 15 | Zavadszky Gábor   |     |     |
| V           | 16 | Szűcs Mihály      |     |     |
| KA          | 18 | Balogh Tamás      |     |     |
| Vezetőedző: |    |                   |     |     |
| Novák Dezső |    |                   |     |     |

A Ferencvárosi TC MK-ban szerepelt játékosai: Szeiler József (8), Balogh Tamás (10) – Albert Flórián (2), Christiansen (8), Czéh László (13), Gregor József (3), Hrutka János (8), Kecskés Zoltán (6), Keller József (7), Goran Kopunović (11), Szergej Kuznyecov (6), Lipcsei Péter (11), Lisztes Krisztián (15), Nagy Zsolt (7), Eugen Neagoe (9), Páling Zsolt (9), Simon Tibor (12), Szekeres Tamás (15), Szűcs Mihály (8), Takács Szilárd (1), Telek András (14), Zavadszky Gábor (9), vezetőedző: Novák Dezső